# Euteliella eriopoides
Euteliella eriopoides là một loài bướm đêm trong họ Noctuidae.